# Goldgarbe
Die Goldgarbe (Achillea filipendulina), auch als Farnblättrige Schafgarbe, Hohe Schafgarbe, Hohe Garbe, Gold-Schafgarbe oder auch Gelbe Schafgarbe bezeichnet, ist eine Pflanzenart aus der Gattung der Schafgarben (Achillea) in der Familie der Korbblütler (Asteraceae). Sie darf aber nicht mit Achillea tomentosa verwechselt werden, die auch Gelbe Schafgarbe genannt wird.

## Beschreibung

### Vegetative Merkmale
Achillea filipendulina ist eine ausdauernde krautige Pflanze. In Gärten anzutreffende Zuchtformen wie 'Parkers' und 'Coronation Gold' erreichen Wuchshöhen von 70 bis 150 Zentimetern, die Wildform von 70 bis 120 Zentimetern.
Die wechselständig angeordneten Laubblätter sind in Blattstiel und Blattspreite gegliedert. Der Blattstiel ist 0 bis 5 Zentimeter lang und an seiner Basis verbreitert. Die fiederschnittig Blattspreite ist 10 bis 20 Zentimeter lang und 3 bis 7 Zentimeter breit.

### Generative Merkmale
Die Blütezeit reicht von Juni bis September. Der scheindoldige Blütenstand enthält viele körbchenförmigen Teilblütenstände. In den Blütenkörbchen befinden sich jeweils 15 bis 30 2 bis 2,5 Millimeter lange Röhrenblüten und zwei bis vier gelbe Zungenblüten.
Die Chromosomenzahl beträgt 2n = 18.

## Ähnliche Arten
Mit anderen Schafgarbenarten z. B. der Goldquirlgarbe (Achillea clypeolata) ist sie leicht zu verwechseln.

## Vorkommen
Die Goldgarbe ist ursprünglich im Kaukasusraum, in der Türkei, im Irak, Iran, Afghanistan, Tadschikistan und Kirgisistan verbreitet. In anderen Ländern wie in Spanien, Italien, Großbritannien und in der Ukraine ist sie ein Neophyt.
Sie gedeiht an sonnigen Standorten auf durchlässigen ebenso wie sandigen und lehmigen Böden am besten. Sie ist recht anspruchslos, auch Zuchtformen brauchen nicht unbedingt menschliche Pflege, weshalb sie schnell aus Gärten verwildern.

## Inhaltsstoffe
Ätherische Öle im Stängel der Goldgarbe enthalten unter anderem Nerylacetat, Spathulenol, Carvacrol, Santolina-Alkohol und Caryophyllen. Die Hauptbestandteile des Blattes wurden als 1,8-Cineol, Campher, Ascaridol und Piperitonoxid identifiziert, diese Stoffe wirken antibakteriell gegen sowohl gramnegative und grampositive Bakterien.

## Taxonomie
Die Erstveröffentlichung von Achillea filipendulina erfolgte 1783 durch Jean-Baptiste de Lamarck in Encyclopédie Méthodique: Botanique, Volume 1, S. 27 als erstbeschrieben., Synonyme für Achillea filipendulina Lam. sind: Tanacetum angulatum Willd., Achillea eupatorium M.Bieb., Achillea ficifolia M.Bieb., Tanacetum angulare Willd.

## Bilder

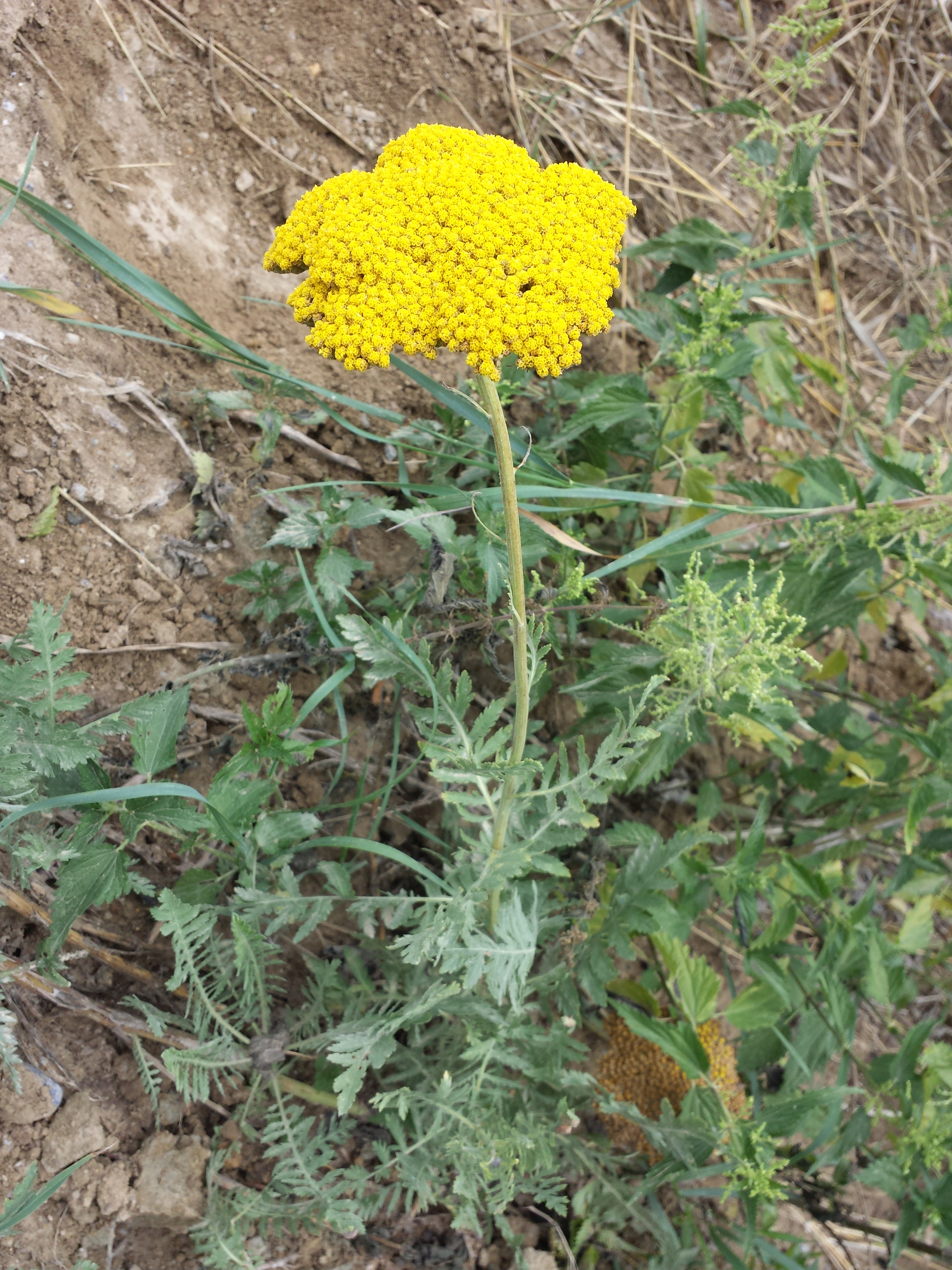
Habitus
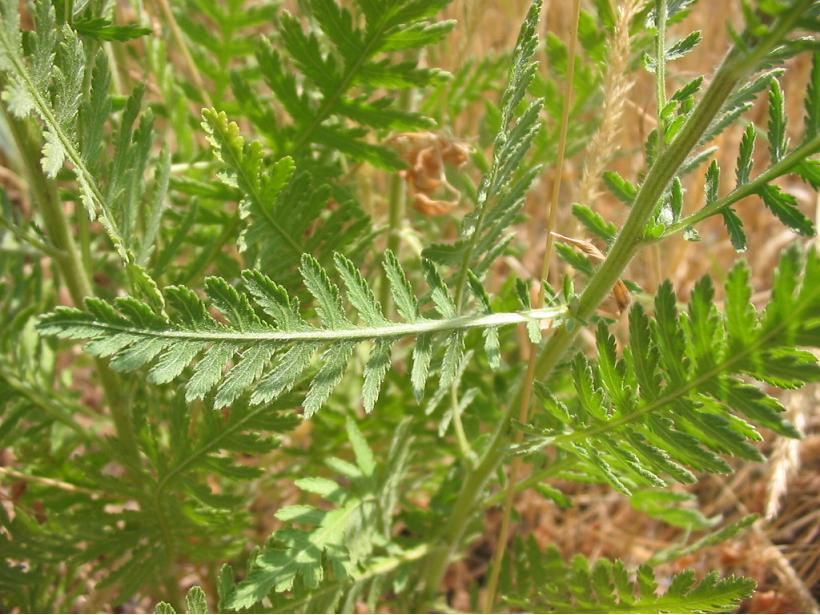
Stängel und fiederschnittige Laubblätter
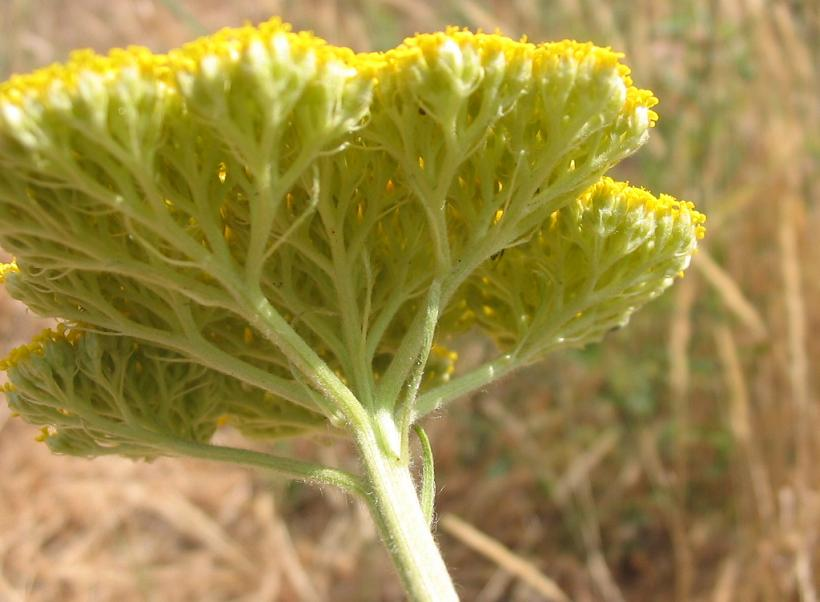
Blütenstand von unten
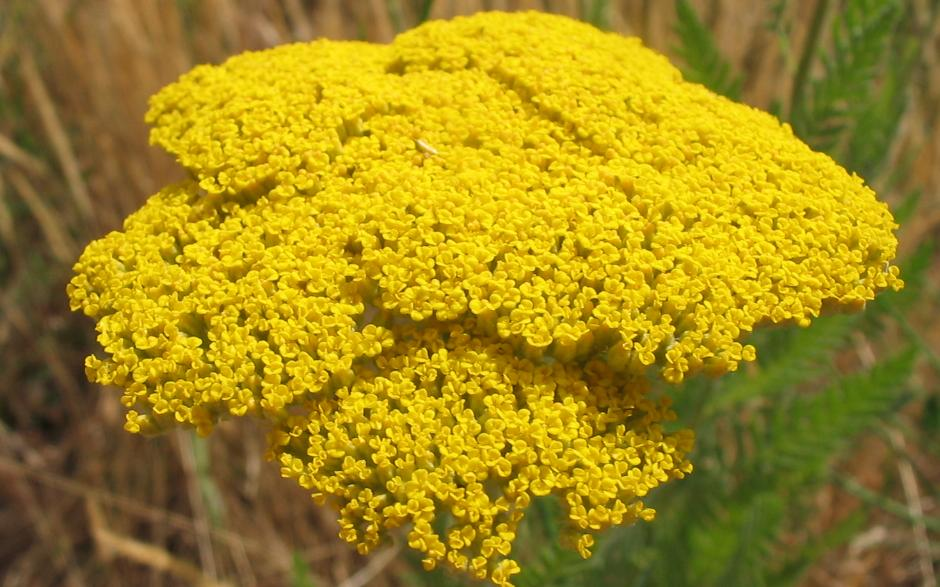
Blütenstand von oben
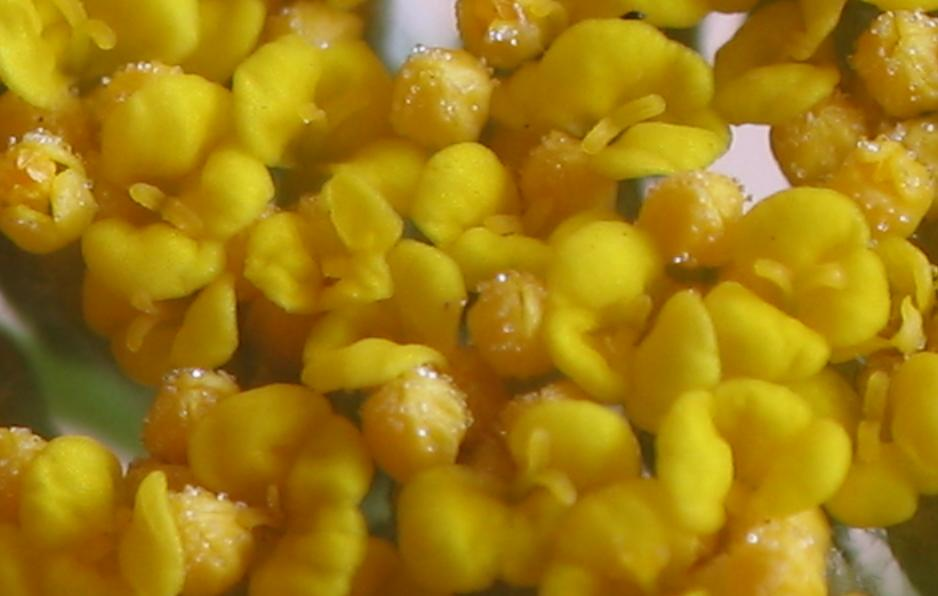
Nahaufnahme der Blüten
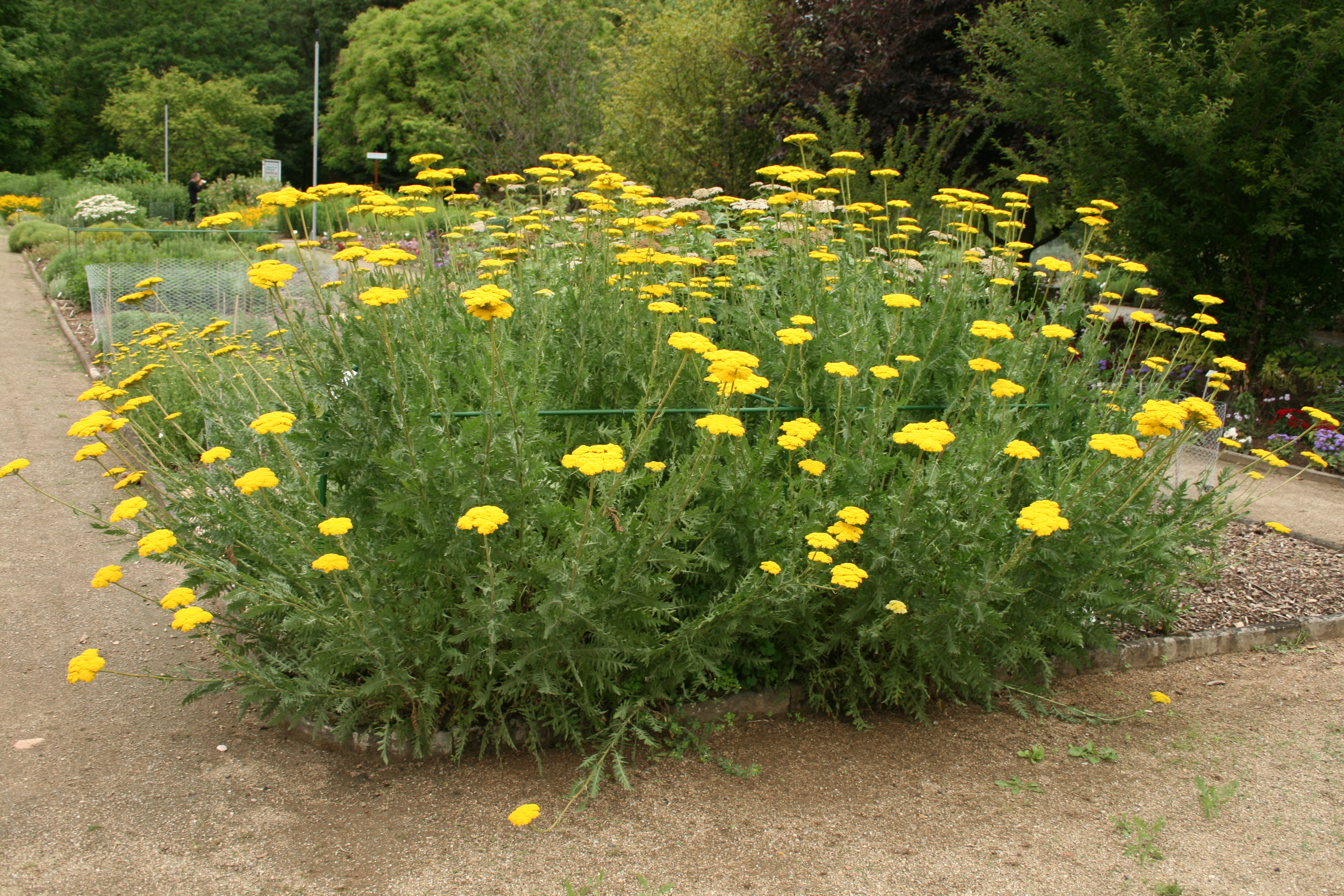
Habitus, Laubblätter und Blütenstände